# 1987年のアメリカンリーグチャンピオンシップシリーズ
1987年の野球において、メジャーリーグベースボール（MLB）のポストシーズンは10月6日に開幕した。アメリカンリーグの第19回リーグチャンピオンシップシリーズ（19th American League Championship Series、以下「リーグ優勝決定戦」と表記）は、翌7日から12日にかけて計5試合が開催された。その結果、ミネソタ・ツインズ（西地区）がデトロイト・タイガース（東地区）を4勝1敗で下し、22年ぶり5回目のリーグ優勝およびワールドシリーズ進出を果たした。
両球団がリーグ優勝決定戦で対戦するのはこれが初めて。この年のレギュラーシーズンでは両球団は12試合対戦し、タイガースが8勝4敗と勝ち越していた。ツインズのレギュラーシーズン勝率.525は、タイガースの.605はおろか、東地区7球団中4位ニューヨーク・ヤンキースの.549をも下回っていた。しかし今シリーズはツインズが制した。レギュラーシーズン勝率が低いほうの球団が制したポストシーズンのシリーズとしては、勝率差80ポイントは当時歴代4位の大きさだった。また、ツインズの勝率は1973年ナショナルリーグのニューヨーク・メッツ（.509）に次ぎ、リーグ優勝球団のものとしては史上2番目に低い。シリーズMVPには、第1戦で先制と勝ち越しの2本塁打を放つなど、5試合で打率.300・2本塁打・5打点・OPS.998という成績を残したツインズのゲイリー・ガイエティが選出された。このあとツインズは、ワールドシリーズでもナショナルリーグ王者セントルイス・カージナルスを4勝3敗で下し、63年ぶり2回目の優勝を成し遂げた。

## 試合結果
1987年のアメリカンリーグ優勝決定戦は10月7日に開幕し、途中に移動日を挟んで6日間で5試合が行われた。日程・結果は以下の通り。
| 日付                                               | 試合  | ビジター球団（先攻）   | スコア | ホーム球団（後攻）     | 開催球場                                   | 開催球場                                                            |
| -------------------------------------------------- | ----- | ---------------------- | ------ | ---------------------- | ------------------------------------------ | ------------------------------------------------------------------- |
| 10月07日（水）                                     | 第1戦 | デトロイト・タイガース | 5－8   | ミネソタ・ツインズ     | ヒューバート・H・ ハンフリー・メトロドーム | ヒューバート・H・ · ハンフリー・メトロドームタイガー・ · スタジアム |
| 10月08日（木）                                     | 第2戦 | デトロイト・タイガース | 3－6   | ミネソタ・ツインズ     | ヒューバート・H・ ハンフリー・メトロドーム | ヒューバート・H・ · ハンフリー・メトロドームタイガー・ · スタジアム |
| 10月09日（金）                                     |       | 移動日                 | 移動日 | 移動日                 |                                            | ヒューバート・H・ · ハンフリー・メトロドームタイガー・ · スタジアム |
| 10月10日（土）                                     | 第3戦 | ミネソタ・ツインズ     | 6－7   | デトロイト・タイガース | タイガー・スタジアム                       | ヒューバート・H・ · ハンフリー・メトロドームタイガー・ · スタジアム |
| 10月11日（日）                                     | 第4戦 | ミネソタ・ツインズ     | 5－3   | デトロイト・タイガース | タイガー・スタジアム                       | ヒューバート・H・ · ハンフリー・メトロドームタイガー・ · スタジアム |
| 10月12日（月）                                     | 第5戦 | ミネソタ・ツインズ     | 9－5   | デトロイト・タイガース | タイガー・スタジアム                       | ヒューバート・H・ · ハンフリー・メトロドームタイガー・ · スタジアム |
| 優勝：ミネソタ・ツインズ（4勝1敗 / 22年ぶり5度目） |       |                        |        |                        |                                            | ヒューバート・H・ · ハンフリー・メトロドームタイガー・ · スタジアム |

### 第1戦 10月7日
- ヒューバート・H・ハンフリー・メトロドーム（ミネソタ州ミネアポリス）

|                        | 1 | 2 | 3 | 4 | 5 | 6 | 7 | 8 | 9 | R | H  | E |
| ---------------------- | - | - | - | - | - | - | - | - | - | - | -- | - |
| デトロイト・タイガース | 0 | 0 | 1 | 0 | 0 | 1 | 1 | 2 | 0 | 5 | 10 | 0 |
| ミネソタ・ツインズ     | 0 | 1 | 0 | 0 | 3 | 0 | 0 | 4 | X | 8 | 10 | 0 |

1. 勝利：ジェフ・リアドン（1勝）
2. 敗戦：ドイル・アレクサンダー（1敗）
3. 本塁打
DET：マイク・ヒース1号ソロ、カーク・ギブソン1号ソロ
MIN：ゲイリー・ガイエティ1号ソロ・2号ソロ
4. 審判
［球審］ジョー・ブリンクマン
［塁審］一塁: ダーウッド・メリル、二塁: ドリュー・コーブル、三塁: アル・クラーク
［外審］左翼: マイク・ライリー、右翼: ジム・マッキーン
5. 試合開始時刻: 中部夏時間（UTC-5）午後7時28分  試合時間: 2時間46分  観客: 5万3269人
詳細: Baseball-Reference.com

| デトロイト・タイガース | デトロイト・タイガース | デトロイト・タイガース | デトロイト・タイガース | デトロイト・タイガース | ミネソタ・ツインズ | ミネソタ・ツインズ | ミネソタ・ツインズ  | ミネソタ・ツインズ | ミネソタ・ツインズ |
| ---------------------- | ---------------------- | ---------------------- | ---------------------- | --- | ------------------ | ------------------ | ------------------- | ------------------ | --- |
| 打順                   | 守備                   | 選手                   | 打席                   | D・アレクサンダーM・ヒースD・エバンスL・ウィテカーT・ブルッ · ケンズA・トランメルK・ギブソンC・レモンL・ハーンドンB・マドロック | 打順               | 守備               | 選手                | 打席               | F・バイオーラT・ロードナーK・ハーベックS・ロンバー · ドージーG・ガイエティG・ギャグニーD・グラッデンK・パケットT・ブラナン · スキーR・ブッシュ |
| 1                      | 二                     | L・ウィテカー          | 左                     | D・アレクサンダーM・ヒースD・エバンスL・ウィテカーT・ブルッ · ケンズA・トランメルK・ギブソンC・レモンL・ハーンドンB・マドロック | 1                  | 左                 | D・グラッデン       | 右                 | F・バイオーラT・ロードナーK・ハーベックS・ロンバー · ドージーG・ガイエティG・ギャグニーD・グラッデンK・パケットT・ブラナン · スキーR・ブッシュ |
| 2                      | DH                     | B・マドロック          | 右                     | D・アレクサンダーM・ヒースD・エバンスL・ウィテカーT・ブルッ · ケンズA・トランメルK・ギブソンC・レモンL・ハーンドンB・マドロック | 2                  | 遊                 | G・ギャグニー       | 右                 | F・バイオーラT・ロードナーK・ハーベックS・ロンバー · ドージーG・ガイエティG・ギャグニーD・グラッデンK・パケットT・ブラナン · スキーR・ブッシュ |
| 3                      | 左                     | K・ギブソン            | 左                     | D・アレクサンダーM・ヒースD・エバンスL・ウィテカーT・ブルッ · ケンズA・トランメルK・ギブソンC・レモンL・ハーンドンB・マドロック | 3                  | 中                 | K・パケット         | 右                 | F・バイオーラT・ロードナーK・ハーベックS・ロンバー · ドージーG・ガイエティG・ギャグニーD・グラッデンK・パケットT・ブラナン · スキーR・ブッシュ |
| 4                      | 遊                     | A・トランメル          | 右                     | D・アレクサンダーM・ヒースD・エバンスL・ウィテカーT・ブルッ · ケンズA・トランメルK・ギブソンC・レモンL・ハーンドンB・マドロック | 4                  | 一                 | K・ハーベック       | 左                 | F・バイオーラT・ロードナーK・ハーベックS・ロンバー · ドージーG・ガイエティG・ギャグニーD・グラッデンK・パケットT・ブラナン · スキーR・ブッシュ |
| 5                      | 右                     | L・ハーンドン          | 右                     | D・アレクサンダーM・ヒースD・エバンスL・ウィテカーT・ブルッ · ケンズA・トランメルK・ギブソンC・レモンL・ハーンドンB・マドロック | 5                  | 三                 | G・ガイエティ       | 右                 | F・バイオーラT・ロードナーK・ハーベックS・ロンバー · ドージーG・ガイエティG・ギャグニーD・グラッデンK・パケットT・ブラナン · スキーR・ブッシュ |
| 6                      | 中                     | C・レモン              | 右                     | D・アレクサンダーM・ヒースD・エバンスL・ウィテカーT・ブルッ · ケンズA・トランメルK・ギブソンC・レモンL・ハーンドンB・マドロック | 6                  | DH                 | R・ブッシュ         | 左                 | F・バイオーラT・ロードナーK・ハーベックS・ロンバー · ドージーG・ガイエティG・ギャグニーD・グラッデンK・パケットT・ブラナン · スキーR・ブッシュ |
| 7                      | 一                     | D・エバンス            | 左                     | D・アレクサンダーM・ヒースD・エバンスL・ウィテカーT・ブルッ · ケンズA・トランメルK・ギブソンC・レモンL・ハーンドンB・マドロック | 7                  | 右                 | T・ブラナンスキー   | 右                 | F・バイオーラT・ロードナーK・ハーベックS・ロンバー · ドージーG・ガイエティG・ギャグニーD・グラッデンK・パケットT・ブラナン · スキーR・ブッシュ |
| 8                      | 三                     | T・ブルッケンズ        | 右                     | D・アレクサンダーM・ヒースD・エバンスL・ウィテカーT・ブルッ · ケンズA・トランメルK・ギブソンC・レモンL・ハーンドンB・マドロック | 8                  | 二                 | S・ロンバードージー | 右                 | F・バイオーラT・ロードナーK・ハーベックS・ロンバー · ドージーG・ガイエティG・ギャグニーD・グラッデンK・パケットT・ブラナン · スキーR・ブッシュ |
| 9                      | 捕                     | M・ヒース              | 右                     | D・アレクサンダーM・ヒースD・エバンスL・ウィテカーT・ブルッ · ケンズA・トランメルK・ギブソンC・レモンL・ハーンドンB・マドロック | 9                  | 捕                 | T・ロードナー       | 右                 | F・バイオーラT・ロードナーK・ハーベックS・ロンバー · ドージーG・ガイエティG・ギャグニーD・グラッデンK・パケットT・ブラナン · スキーR・ブッシュ |
| 先発投手               | 先発投手               | 先発投手               | 投球                   | D・アレクサンダーM・ヒースD・エバンスL・ウィテカーT・ブルッ · ケンズA・トランメルK・ギブソンC・レモンL・ハーンドンB・マドロック | 先発投手           | 先発投手           | 先発投手            | 投球               | F・バイオーラT・ロードナーK・ハーベックS・ロンバー · ドージーG・ガイエティG・ギャグニーD・グラッデンK・パケットT・ブラナン · スキーR・ブッシュ |
| D・アレクサンダー      | D・アレクサンダー      | D・アレクサンダー      | 右                     | D・アレクサンダーM・ヒースD・エバンスL・ウィテカーT・ブルッ · ケンズA・トランメルK・ギブソンC・レモンL・ハーンドンB・マドロック | F・バイオーラ      | F・バイオーラ      | F・バイオーラ       | 左                 | F・バイオーラT・ロードナーK・ハーベックS・ロンバー · ドージーG・ガイエティG・ギャグニーD・グラッデンK・パケットT・ブラナン · スキーR・ブッシュ |

### 第2戦 10月8日
- ヒューバート・H・ハンフリー・メトロドーム（ミネソタ州ミネアポリス）

|                        | 1 | 2 | 3 | 4 | 5 | 6 | 7 | 8 | 9 | R | H | E |
| ---------------------- | - | - | - | - | - | - | - | - | - | - | - | - |
| デトロイト・タイガース | 0 | 2 | 0 | 0 | 0 | 0 | 0 | 1 | 0 | 3 | 7 | 1 |
| ミネソタ・ツインズ     | 0 | 3 | 0 | 2 | 1 | 0 | 0 | 0 | X | 6 | 6 | 0 |

1. 勝利：バート・ブライレブン（1勝）
2. セーブ：フアン・ベレンガー（1S）
3. 敗戦：ジャック・モリス（1敗）
4. 本塁打
DET：チェット・レモン1号2ラン、ルー・ウィテカー1号ソロ
MIN：ケント・ハーベック1号ソロ
5. 審判
［球審］ダーウッド・メリル
［塁審］一塁: ドリュー・コーブル、二塁: アル・クラーク、三塁: マイク・ライリー
［外審］左翼: ジム・マッキーン、右翼: ジョー・ブリンクマン
6. 試合開始時刻: 中部夏時間（UTC-5）午後7時38分  試合時間: 2時間54分  観客: 5万5245人
詳細: Baseball-Reference.com

| デトロイト・タイガース | デトロイト・タイガース | デトロイト・タイガース | デトロイト・タイガース | デトロイト・タイガース                                                                                                | ミネソタ・ツインズ | ミネソタ・ツインズ | ミネソタ・ツインズ  | ミネソタ・ツインズ | ミネソタ・ツインズ |
| ---------------------- | ---------------------- | ---------------------- | ---------------------- | --- | ------------------ | ------------------ | ------------------- | ------------------ | --- |
| 打順                   | 守備                   | 選手                   | 打席                   | J・モリスM・ヒースD・エバンスL・ウィテカーT・ブルッ · ケンズA・トランメルK・ギブソンC・レモンP・シェリダンM・ノークス | 打順               | 守備               | 選手                | 打席               | B・ブライレブンT・ロードナーK・ハーベックS・ロンバー · ドージーG・ガイエティG・ギャグニーD・グラッデンK・パケットT・ブラナン · スキーR・ブッシュ |
| 1                      | 二                     | L・ウィテカー          | 左                     | J・モリスM・ヒースD・エバンスL・ウィテカーT・ブルッ · ケンズA・トランメルK・ギブソンC・レモンP・シェリダンM・ノークス | 1                  | 左                 | D・グラッデン       | 右                 | B・ブライレブンT・ロードナーK・ハーベックS・ロンバー · ドージーG・ガイエティG・ギャグニーD・グラッデンK・パケットT・ブラナン · スキーR・ブッシュ |
| 2                      | 一                     | D・エバンス            | 左                     | J・モリスM・ヒースD・エバンスL・ウィテカーT・ブルッ · ケンズA・トランメルK・ギブソンC・レモンP・シェリダンM・ノークス | 2                  | 二                 | S・ロンバードージー | 右                 | B・ブライレブンT・ロードナーK・ハーベックS・ロンバー · ドージーG・ガイエティG・ギャグニーD・グラッデンK・パケットT・ブラナン · スキーR・ブッシュ |
| 3                      | 左                     | K・ギブソン            | 左                     | J・モリスM・ヒースD・エバンスL・ウィテカーT・ブルッ · ケンズA・トランメルK・ギブソンC・レモンP・シェリダンM・ノークス | 3                  | 中                 | K・パケット         | 右                 | B・ブライレブンT・ロードナーK・ハーベックS・ロンバー · ドージーG・ガイエティG・ギャグニーD・グラッデンK・パケットT・ブラナン · スキーR・ブッシュ |
| 4                      | 遊                     | A・トランメル          | 右                     | J・モリスM・ヒースD・エバンスL・ウィテカーT・ブルッ · ケンズA・トランメルK・ギブソンC・レモンP・シェリダンM・ノークス | 4                  | 一                 | K・ハーベック       | 左                 | B・ブライレブンT・ロードナーK・ハーベックS・ロンバー · ドージーG・ガイエティG・ギャグニーD・グラッデンK・パケットT・ブラナン · スキーR・ブッシュ |
| 5                      | DH                     | M・ノークス            | 左                     | J・モリスM・ヒースD・エバンスL・ウィテカーT・ブルッ · ケンズA・トランメルK・ギブソンC・レモンP・シェリダンM・ノークス | 5                  | 三                 | G・ガイエティ       | 右                 | B・ブライレブンT・ロードナーK・ハーベックS・ロンバー · ドージーG・ガイエティG・ギャグニーD・グラッデンK・パケットT・ブラナン · スキーR・ブッシュ |
| 6                      | 中                     | C・レモン              | 右                     | J・モリスM・ヒースD・エバンスL・ウィテカーT・ブルッ · ケンズA・トランメルK・ギブソンC・レモンP・シェリダンM・ノークス | 6                  | DH                 | R・ブッシュ         | 左                 | B・ブライレブンT・ロードナーK・ハーベックS・ロンバー · ドージーG・ガイエティG・ギャグニーD・グラッデンK・パケットT・ブラナン · スキーR・ブッシュ |
| 7                      | 右                     | P・シェリダン          | 左                     | J・モリスM・ヒースD・エバンスL・ウィテカーT・ブルッ · ケンズA・トランメルK・ギブソンC・レモンP・シェリダンM・ノークス | 7                  | 右                 | T・ブラナンスキー   | 右                 | B・ブライレブンT・ロードナーK・ハーベックS・ロンバー · ドージーG・ガイエティG・ギャグニーD・グラッデンK・パケットT・ブラナン · スキーR・ブッシュ |
| 8                      | 三                     | T・ブルッケンズ        | 右                     | J・モリスM・ヒースD・エバンスL・ウィテカーT・ブルッ · ケンズA・トランメルK・ギブソンC・レモンP・シェリダンM・ノークス | 8                  | 遊                 | G・ギャグニー       | 右                 | B・ブライレブンT・ロードナーK・ハーベックS・ロンバー · ドージーG・ガイエティG・ギャグニーD・グラッデンK・パケットT・ブラナン · スキーR・ブッシュ |
| 9                      | 捕                     | M・ヒース              | 右                     | J・モリスM・ヒースD・エバンスL・ウィテカーT・ブルッ · ケンズA・トランメルK・ギブソンC・レモンP・シェリダンM・ノークス | 9                  | 捕                 | T・ロードナー       | 右                 | B・ブライレブンT・ロードナーK・ハーベックS・ロンバー · ドージーG・ガイエティG・ギャグニーD・グラッデンK・パケットT・ブラナン · スキーR・ブッシュ |
| 先発投手               | 先発投手               | 先発投手               | 投球                   | J・モリスM・ヒースD・エバンスL・ウィテカーT・ブルッ · ケンズA・トランメルK・ギブソンC・レモンP・シェリダンM・ノークス | 先発投手           | 先発投手           | 先発投手            | 投球               | B・ブライレブンT・ロードナーK・ハーベックS・ロンバー · ドージーG・ガイエティG・ギャグニーD・グラッデンK・パケットT・ブラナン · スキーR・ブッシュ |
| J・モリス              | J・モリス              | J・モリス              | 右                     | J・モリスM・ヒースD・エバンスL・ウィテカーT・ブルッ · ケンズA・トランメルK・ギブソンC・レモンP・シェリダンM・ノークス | B・ブライレブン    | B・ブライレブン    | B・ブライレブン     | 右                 | B・ブライレブンT・ロードナーK・ハーベックS・ロンバー · ドージーG・ガイエティG・ギャグニーD・グラッデンK・パケットT・ブラナン · スキーR・ブッシュ |

### 第3戦 10月10日
- タイガー・スタジアム（ミシガン州デトロイト）

|                        | 1 | 2 | 3 | 4 | 5 | 6 | 7 | 8 | 9 | R | H | E |
| ---------------------- | - | - | - | - | - | - | - | - | - | - | - | - |
| ミネソタ・ツインズ     | 0 | 0 | 0 | 2 | 0 | 2 | 2 | 0 | 0 | 6 | 8 | 1 |
| デトロイト・タイガース | 0 | 0 | 5 | 0 | 0 | 0 | 0 | 2 | X | 7 | 7 | 0 |

1. 勝利：マイク・ヘンネマン（1勝）
2. 敗戦：ジェフ・リアドン（1勝1敗）
3. 本塁打
MIN：グレッグ・ギャグニー1号ソロ、トム・ブラナンスキー1号2ラン
DET：パット・シェリダン1号2ラン
4. 審判
［球審］ドリュー・コーブル
［塁審］一塁: アル・クラーク、二塁: マイク・ライリー、三塁: ジム・マッキーン
［外審］左翼: ダーウッド・メリル、右翼: ジョー・ブリンクマン
5. 試合開始時刻: 東部夏時間（UTC-4）午後1時10分  試合時間: 3時間29分  観客: 4万9730人  気温: 49°F（9.4°C）
詳細: Baseball-Reference.com

| ミネソタ・ツインズ | ミネソタ・ツインズ | ミネソタ・ツインズ  | ミネソタ・ツインズ | ミネソタ・ツインズ | デトロイト・タイガース | デトロイト・タイガース | デトロイト・タイガース | デトロイト・タイガース | デトロイト・タイガース |
| ------------------ | ------------------ | ------------------- | ------------------ | --- | ---------------------- | ---------------------- | ---------------------- | ---------------------- | --- |
| 打順               | 守備               | 選手                | 打席               | L・ストレイカーS・ブテラK・ハーベックS・ロンバー · ドージーG・ガイエティG・ギャグニーD・グラッデンK・パケットT・ブラナン · スキーR・ブッシュ | 打順                   | 守備                   | 選手                   | 打席                   | W・テレルM・ノークスD・エバンスL・ウィテカーT・ブルッ · ケンズA・トランメルK・ギブソンC・レモンP・シェリダンD・バーグマン |
| 1                  | 左                 | D・グラッデン       | 右                 | L・ストレイカーS・ブテラK・ハーベックS・ロンバー · ドージーG・ガイエティG・ギャグニーD・グラッデンK・パケットT・ブラナン · スキーR・ブッシュ | 1                      | 二                     | L・ウィテカー          | 左                     | W・テレルM・ノークスD・エバンスL・ウィテカーT・ブルッ · ケンズA・トランメルK・ギブソンC・レモンP・シェリダンD・バーグマン |
| 2                  | 遊                 | G・ギャグニー       | 右                 | L・ストレイカーS・ブテラK・ハーベックS・ロンバー · ドージーG・ガイエティG・ギャグニーD・グラッデンK・パケットT・ブラナン · スキーR・ブッシュ | 2                      | 一                     | D・エバンス            | 左                     | W・テレルM・ノークスD・エバンスL・ウィテカーT・ブルッ · ケンズA・トランメルK・ギブソンC・レモンP・シェリダンD・バーグマン |
| 3                  | 中                 | K・パケット         | 右                 | L・ストレイカーS・ブテラK・ハーベックS・ロンバー · ドージーG・ガイエティG・ギャグニーD・グラッデンK・パケットT・ブラナン · スキーR・ブッシュ | 3                      | 左                     | K・ギブソン            | 左                     | W・テレルM・ノークスD・エバンスL・ウィテカーT・ブルッ · ケンズA・トランメルK・ギブソンC・レモンP・シェリダンD・バーグマン |
| 4                  | 一                 | K・ハーベック       | 左                 | L・ストレイカーS・ブテラK・ハーベックS・ロンバー · ドージーG・ガイエティG・ギャグニーD・グラッデンK・パケットT・ブラナン · スキーR・ブッシュ | 4                      | 遊                     | A・トランメル          | 右                     | W・テレルM・ノークスD・エバンスL・ウィテカーT・ブルッ · ケンズA・トランメルK・ギブソンC・レモンP・シェリダンD・バーグマン |
| 5                  | 三                 | G・ガイエティ       | 右                 | L・ストレイカーS・ブテラK・ハーベックS・ロンバー · ドージーG・ガイエティG・ギャグニーD・グラッデンK・パケットT・ブラナン · スキーR・ブッシュ | 5                      | 捕                     | M・ノークス            | 左                     | W・テレルM・ノークスD・エバンスL・ウィテカーT・ブルッ · ケンズA・トランメルK・ギブソンC・レモンP・シェリダンD・バーグマン |
| 6                  | DH                 | R・ブッシュ         | 左                 | L・ストレイカーS・ブテラK・ハーベックS・ロンバー · ドージーG・ガイエティG・ギャグニーD・グラッデンK・パケットT・ブラナン · スキーR・ブッシュ | 6                      | 中                     | C・レモン              | 右                     | W・テレルM・ノークスD・エバンスL・ウィテカーT・ブルッ · ケンズA・トランメルK・ギブソンC・レモンP・シェリダンD・バーグマン |
| 7                  | 右                 | T・ブラナンスキー   | 右                 | L・ストレイカーS・ブテラK・ハーベックS・ロンバー · ドージーG・ガイエティG・ギャグニーD・グラッデンK・パケットT・ブラナン · スキーR・ブッシュ | 7                      | DH                     | D・バーグマン          | 左                     | W・テレルM・ノークスD・エバンスL・ウィテカーT・ブルッ · ケンズA・トランメルK・ギブソンC・レモンP・シェリダンD・バーグマン |
| 8                  | 二                 | S・ロンバードージー | 右                 | L・ストレイカーS・ブテラK・ハーベックS・ロンバー · ドージーG・ガイエティG・ギャグニーD・グラッデンK・パケットT・ブラナン · スキーR・ブッシュ | 8                      | 三                     | T・ブルッケンズ        | 右                     | W・テレルM・ノークスD・エバンスL・ウィテカーT・ブルッ · ケンズA・トランメルK・ギブソンC・レモンP・シェリダンD・バーグマン |
| 9                  | 捕                 | S・ブテラ           | 右                 | L・ストレイカーS・ブテラK・ハーベックS・ロンバー · ドージーG・ガイエティG・ギャグニーD・グラッデンK・パケットT・ブラナン · スキーR・ブッシュ | 9                      | 右                     | P・シェリダン          | 左                     | W・テレルM・ノークスD・エバンスL・ウィテカーT・ブルッ · ケンズA・トランメルK・ギブソンC・レモンP・シェリダンD・バーグマン |
| 先発投手           | 先発投手           | 先発投手            | 投球               | L・ストレイカーS・ブテラK・ハーベックS・ロンバー · ドージーG・ガイエティG・ギャグニーD・グラッデンK・パケットT・ブラナン · スキーR・ブッシュ | 先発投手               | 先発投手               | 先発投手               | 投球                   | W・テレルM・ノークスD・エバンスL・ウィテカーT・ブルッ · ケンズA・トランメルK・ギブソンC・レモンP・シェリダンD・バーグマン |
| L・ストレイカー    | L・ストレイカー    | L・ストレイカー     | 右                 | L・ストレイカーS・ブテラK・ハーベックS・ロンバー · ドージーG・ガイエティG・ギャグニーD・グラッデンK・パケットT・ブラナン · スキーR・ブッシュ | W・テレル              | W・テレル              | W・テレル              | 右                     | W・テレルM・ノークスD・エバンスL・ウィテカーT・ブルッ · ケンズA・トランメルK・ギブソンC・レモンP・シェリダンD・バーグマン |

### 第4戦 10月11日
- タイガー・スタジアム（ミシガン州デトロイト）

|                        | 1 | 2 | 3 | 4 | 5 | 6 | 7 | 8 | 9 | R | H | E |
| ---------------------- | - | - | - | - | - | - | - | - | - | - | - | - |
| ミネソタ・ツインズ     | 0 | 0 | 1 | 1 | 1 | 1 | 0 | 1 | 0 | 5 | 7 | 1 |
| デトロイト・タイガース | 1 | 0 | 0 | 0 | 1 | 1 | 0 | 0 | 0 | 3 | 7 | 3 |

1. 勝利：フランク・バイオーラ（1勝）
2. セーブ：ジェフ・リアドン（1勝1敗1S）
3. 敗戦：フランク・タナナ（1敗）
4. 本塁打
MIN：カービー・パケット1号ソロ、グレッグ・ギャグニー2号ソロ
5. 審判
［球審］アル・クラーク
［塁審］一塁: マイク・ライリー、二塁: ジム・マッキーン、三塁: ドリュー・コーブル
［外審］左翼: ダーウッド・メリル、右翼: ジョー・ブリンクマン
6. 試合開始時刻: 東部夏時間（UTC-4）午後8時23分  試合時間: 3時間24分  観客: 5万1939人
詳細: Baseball-Reference.com

| ミネソタ・ツインズ | ミネソタ・ツインズ | ミネソタ・ツインズ | ミネソタ・ツインズ | ミネソタ・ツインズ | デトロイト・タイガース | デトロイト・タイガース | デトロイト・タイガース | デトロイト・タイガース | デトロイト・タイガース                                                                                                |
| ------------------ | ------------------ | ------------------ | ------------------ | --- | ---------------------- | ---------------------- | ---------------------- | ---------------------- | --- |
| 打順               | 守備               | 選手               | 打席               | F・バイオーラT・ロードナーK・ハーベックA・ニューマンG・ガイエティG・ギャグニーD・グラッデンK・パケットT・ブラナン · スキーD・ベイラー | 打順                   | 守備                   | 選手                   | 打席                   | F・タナナM・ヒースD・エバンスL・ウィテカーT・ブルッ · ケンズA・トランメルK・ギブソンC・レモンL・ハーンドンJ・モリソン |
| 1                  | 左                 | D・グラッデン      | 右                 | F・バイオーラT・ロードナーK・ハーベックA・ニューマンG・ガイエティG・ギャグニーD・グラッデンK・パケットT・ブラナン · スキーD・ベイラー | 1                      | 二                     | L・ウィテカー          | 左                     | F・タナナM・ヒースD・エバンスL・ウィテカーT・ブルッ · ケンズA・トランメルK・ギブソンC・レモンL・ハーンドンJ・モリソン |
| 2                  | 二                 | A・ニューマン      | 両                 | F・バイオーラT・ロードナーK・ハーベックA・ニューマンG・ガイエティG・ギャグニーD・グラッデンK・パケットT・ブラナン · スキーD・ベイラー | 2                      | DH                     | J・モリソン            | 右                     | F・タナナM・ヒースD・エバンスL・ウィテカーT・ブルッ · ケンズA・トランメルK・ギブソンC・レモンL・ハーンドンJ・モリソン |
| 3                  | 中                 | K・パケット        | 右                 | F・バイオーラT・ロードナーK・ハーベックA・ニューマンG・ガイエティG・ギャグニーD・グラッデンK・パケットT・ブラナン · スキーD・ベイラー | 3                      | 左                     | K・ギブソン            | 左                     | F・タナナM・ヒースD・エバンスL・ウィテカーT・ブルッ · ケンズA・トランメルK・ギブソンC・レモンL・ハーンドンJ・モリソン |
| 4                  | 三                 | G・ガイエティ      | 右                 | F・バイオーラT・ロードナーK・ハーベックA・ニューマンG・ガイエティG・ギャグニーD・グラッデンK・パケットT・ブラナン · スキーD・ベイラー | 4                      | 遊                     | A・トランメル          | 右                     | F・タナナM・ヒースD・エバンスL・ウィテカーT・ブルッ · ケンズA・トランメルK・ギブソンC・レモンL・ハーンドンJ・モリソン |
| 5                  | DH                 | D・ベイラー        | 右                 | F・バイオーラT・ロードナーK・ハーベックA・ニューマンG・ガイエティG・ギャグニーD・グラッデンK・パケットT・ブラナン · スキーD・ベイラー | 5                      | 右                     | L・ハーンドン          | 右                     | F・タナナM・ヒースD・エバンスL・ウィテカーT・ブルッ · ケンズA・トランメルK・ギブソンC・レモンL・ハーンドンJ・モリソン |
| 6                  | 右                 | T・ブラナンスキー  | 右                 | F・バイオーラT・ロードナーK・ハーベックA・ニューマンG・ガイエティG・ギャグニーD・グラッデンK・パケットT・ブラナン · スキーD・ベイラー | 6                      | 中                     | C・レモン              | 右                     | F・タナナM・ヒースD・エバンスL・ウィテカーT・ブルッ · ケンズA・トランメルK・ギブソンC・レモンL・ハーンドンJ・モリソン |
| 7                  | 一                 | K・ハーベック      | 左                 | F・バイオーラT・ロードナーK・ハーベックA・ニューマンG・ガイエティG・ギャグニーD・グラッデンK・パケットT・ブラナン · スキーD・ベイラー | 7                      | 一                     | D・エバンス            | 左                     | F・タナナM・ヒースD・エバンスL・ウィテカーT・ブルッ · ケンズA・トランメルK・ギブソンC・レモンL・ハーンドンJ・モリソン |
| 8                  | 遊                 | G・ギャグニー      | 右                 | F・バイオーラT・ロードナーK・ハーベックA・ニューマンG・ガイエティG・ギャグニーD・グラッデンK・パケットT・ブラナン · スキーD・ベイラー | 8                      | 三                     | T・ブルッケンズ        | 右                     | F・タナナM・ヒースD・エバンスL・ウィテカーT・ブルッ · ケンズA・トランメルK・ギブソンC・レモンL・ハーンドンJ・モリソン |
| 9                  | 捕                 | T・ロードナー      | 右                 | F・バイオーラT・ロードナーK・ハーベックA・ニューマンG・ガイエティG・ギャグニーD・グラッデンK・パケットT・ブラナン · スキーD・ベイラー | 9                      | 捕                     | M・ヒース              | 右                     | F・タナナM・ヒースD・エバンスL・ウィテカーT・ブルッ · ケンズA・トランメルK・ギブソンC・レモンL・ハーンドンJ・モリソン |
| 先発投手           | 先発投手           | 先発投手           | 投球               | F・バイオーラT・ロードナーK・ハーベックA・ニューマンG・ガイエティG・ギャグニーD・グラッデンK・パケットT・ブラナン · スキーD・ベイラー | 先発投手               | 先発投手               | 先発投手               | 投球                   | F・タナナM・ヒースD・エバンスL・ウィテカーT・ブルッ · ケンズA・トランメルK・ギブソンC・レモンL・ハーンドンJ・モリソン |
| F・バイオーラ      | F・バイオーラ      | F・バイオーラ      | 左                 | F・バイオーラT・ロードナーK・ハーベックA・ニューマンG・ガイエティG・ギャグニーD・グラッデンK・パケットT・ブラナン · スキーD・ベイラー | F・タナナ              | F・タナナ              | F・タナナ              | 左                     | F・タナナM・ヒースD・エバンスL・ウィテカーT・ブルッ · ケンズA・トランメルK・ギブソンC・レモンL・ハーンドンJ・モリソン |

### 第5戦 10月12日
- タイガー・スタジアム（ミシガン州デトロイト）

|                        | 1 | 2 | 3 | 4 | 5 | 6 | 7 | 8 | 9 | R | H  | E |
| ---------------------- | - | - | - | - | - | - | - | - | - | - | -- | - |
| ミネソタ・ツインズ     | 0 | 4 | 0 | 0 | 0 | 0 | 1 | 1 | 3 | 9 | 15 | 1 |
| デトロイト・タイガース | 0 | 0 | 0 | 3 | 0 | 0 | 0 | 1 | 1 | 5 | 9  | 1 |

1. 勝利：バート・ブライレブン（2勝）
2. セーブ：ジェフ・リアドン（1勝1敗2S）
3. 敗戦：ドイル・アレクサンダー（2敗）
4. 本塁打
MIN：トム・ブラナンスキー2号ソロ
DET：マット・ノークス1号2ラン、チェット・レモン2号ソロ
5. 審判
［球審］マイク・ライリー
［塁審］一塁: ジム・マッキーン、二塁: ジョー・ブリンクマン、三塁: ダーウッド・メリル
［外審］左翼: ドリュー・コーブル、右翼: アル・クラーク
6. 試合開始時刻: 東部夏時間（UTC-4）午後3時7分  試合時間: 3時間14分  観客: 4万7448人  気温: 51°F（10.6°C）
詳細: Baseball-Reference.com

| ミネソタ・ツインズ | ミネソタ・ツインズ | ミネソタ・ツインズ  | ミネソタ・ツインズ | ミネソタ・ツインズ | デトロイト・タイガース | デトロイト・タイガース | デトロイト・タイガース | デトロイト・タイガース | デトロイト・タイガース |
| ------------------ | ------------------ | ------------------- | ------------------ | --- | ---------------------- | ---------------------- | ---------------------- | ---------------------- | --- |
| 打順               | 守備               | 選手                | 打席               | B・ブライレブンT・ロードナーK・ハーベックS・ロンバー · ドージーG・ガイエティG・ギャグニーD・グラッデンK・パケットT・ブラナン · スキーR・ブッシュ | 打順                   | 守備                   | 選手                   | 打席                   | D・アレクサンダーM・ノークスD・エバンスL・ウィテカーT・ブルッ · ケンズA・トランメルK・ギブソンC・レモンP・シェリダンJ・グラブ |
| 1                  | 左                 | D・グラッデン       | 右                 | B・ブライレブンT・ロードナーK・ハーベックS・ロンバー · ドージーG・ガイエティG・ギャグニーD・グラッデンK・パケットT・ブラナン · スキーR・ブッシュ | 1                      | 二                     | L・ウィテカー          | 左                     | D・アレクサンダーM・ノークスD・エバンスL・ウィテカーT・ブルッ · ケンズA・トランメルK・ギブソンC・レモンP・シェリダンJ・グラブ |
| 2                  | 遊                 | G・ギャグニー       | 右                 | B・ブライレブンT・ロードナーK・ハーベックS・ロンバー · ドージーG・ガイエティG・ギャグニーD・グラッデンK・パケットT・ブラナン · スキーR・ブッシュ | 2                      | 一                     | D・エバンス            | 左                     | D・アレクサンダーM・ノークスD・エバンスL・ウィテカーT・ブルッ · ケンズA・トランメルK・ギブソンC・レモンP・シェリダンJ・グラブ |
| 3                  | 中                 | K・パケット         | 右                 | B・ブライレブンT・ロードナーK・ハーベックS・ロンバー · ドージーG・ガイエティG・ギャグニーD・グラッデンK・パケットT・ブラナン · スキーR・ブッシュ | 3                      | 左                     | K・ギブソン            | 左                     | D・アレクサンダーM・ノークスD・エバンスL・ウィテカーT・ブルッ · ケンズA・トランメルK・ギブソンC・レモンP・シェリダンJ・グラブ |
| 4                  | 一                 | K・ハーベック       | 左                 | B・ブライレブンT・ロードナーK・ハーベックS・ロンバー · ドージーG・ガイエティG・ギャグニーD・グラッデンK・パケットT・ブラナン · スキーR・ブッシュ | 4                      | 遊                     | A・トランメル          | 右                     | D・アレクサンダーM・ノークスD・エバンスL・ウィテカーT・ブルッ · ケンズA・トランメルK・ギブソンC・レモンP・シェリダンJ・グラブ |
| 5                  | 三                 | G・ガイエティ       | 右                 | B・ブライレブンT・ロードナーK・ハーベックS・ロンバー · ドージーG・ガイエティG・ギャグニーD・グラッデンK・パケットT・ブラナン · スキーR・ブッシュ | 5                      | 捕                     | M・ノークス            | 左                     | D・アレクサンダーM・ノークスD・エバンスL・ウィテカーT・ブルッ · ケンズA・トランメルK・ギブソンC・レモンP・シェリダンJ・グラブ |
| 6                  | DH                 | R・ブッシュ         | 左                 | B・ブライレブンT・ロードナーK・ハーベックS・ロンバー · ドージーG・ガイエティG・ギャグニーD・グラッデンK・パケットT・ブラナン · スキーR・ブッシュ | 6                      | 中                     | C・レモン              | 右                     | D・アレクサンダーM・ノークスD・エバンスL・ウィテカーT・ブルッ · ケンズA・トランメルK・ギブソンC・レモンP・シェリダンJ・グラブ |
| 7                  | 右                 | T・ブラナンスキー   | 右                 | B・ブライレブンT・ロードナーK・ハーベックS・ロンバー · ドージーG・ガイエティG・ギャグニーD・グラッデンK・パケットT・ブラナン · スキーR・ブッシュ | 7                      | DH                     | J・グラブ              | 左                     | D・アレクサンダーM・ノークスD・エバンスL・ウィテカーT・ブルッ · ケンズA・トランメルK・ギブソンC・レモンP・シェリダンJ・グラブ |
| 8                  | 二                 | S・ロンバードージー | 右                 | B・ブライレブンT・ロードナーK・ハーベックS・ロンバー · ドージーG・ガイエティG・ギャグニーD・グラッデンK・パケットT・ブラナン · スキーR・ブッシュ | 8                      | 右                     | P・シェリダン          | 左                     | D・アレクサンダーM・ノークスD・エバンスL・ウィテカーT・ブルッ · ケンズA・トランメルK・ギブソンC・レモンP・シェリダンJ・グラブ |
| 9                  | 捕                 | T・ロードナー       | 右                 | B・ブライレブンT・ロードナーK・ハーベックS・ロンバー · ドージーG・ガイエティG・ギャグニーD・グラッデンK・パケットT・ブラナン · スキーR・ブッシュ | 9                      | 三                     | T・ブルッケンズ        | 右                     | D・アレクサンダーM・ノークスD・エバンスL・ウィテカーT・ブルッ · ケンズA・トランメルK・ギブソンC・レモンP・シェリダンJ・グラブ |
| 先発投手           | 先発投手           | 先発投手            | 投球               | B・ブライレブンT・ロードナーK・ハーベックS・ロンバー · ドージーG・ガイエティG・ギャグニーD・グラッデンK・パケットT・ブラナン · スキーR・ブッシュ | 先発投手               | 先発投手               | 先発投手               | 投球                   | D・アレクサンダーM・ノークスD・エバンスL・ウィテカーT・ブルッ · ケンズA・トランメルK・ギブソンC・レモンP・シェリダンJ・グラブ |
| B・ブライレブン    | B・ブライレブン    | B・ブライレブン     | 右                 | B・ブライレブンT・ロードナーK・ハーベックS・ロンバー · ドージーG・ガイエティG・ギャグニーD・グラッデンK・パケットT・ブラナン · スキーR・ブッシュ | D・アレクサンダー      | D・アレクサンダー      | D・アレクサンダー      | 右                     | D・アレクサンダーM・ノークスD・エバンスL・ウィテカーT・ブルッ · ケンズA・トランメルK・ギブソンC・レモンP・シェリダンJ・グラブ |